# Andriej Gołowko (zapaśnik)
Andriej Grigorjewicz Gołowko (ros. Андрей Григорьевич Головко, ur. 28 stycznia 1964) – radziecki i rosyjski zapaśnik walczący w stylu wolnym. Srebrny medalista mistrzostw Europy w 1991. Wicemistrz igrzysk Dobrej Woli w 1990. Drugi w Pucharze Świata w 1993. Mistrz ZSRR w 1990 i 1991. Mistrz WNP w 1992. Trzeci na mistrzostwach Rosji w 1993 roku.